# Didemnidae
Famille
Les Didemnidae sont une famille de tuniciers de l'ordre des Aplousobranchia.

## Liste des genres
Selon World Register of Marine Species (18 février 2024) :
- genre Atriolum Kott, 1983
- genre Clitella Kott, 2001
- genre Coelocormus Herdman, 1886
- genre Didemnum Savigny, 1816
- genre Diplosoma Macdonald, 1859
- genre Leptoclinides Bjerkan, 1905
- genre Lissoclinum Verrill, 1871
- genre Polysyncraton Nott, 1892
- genre Trididemnum Della Valle, 1881

## Galerie

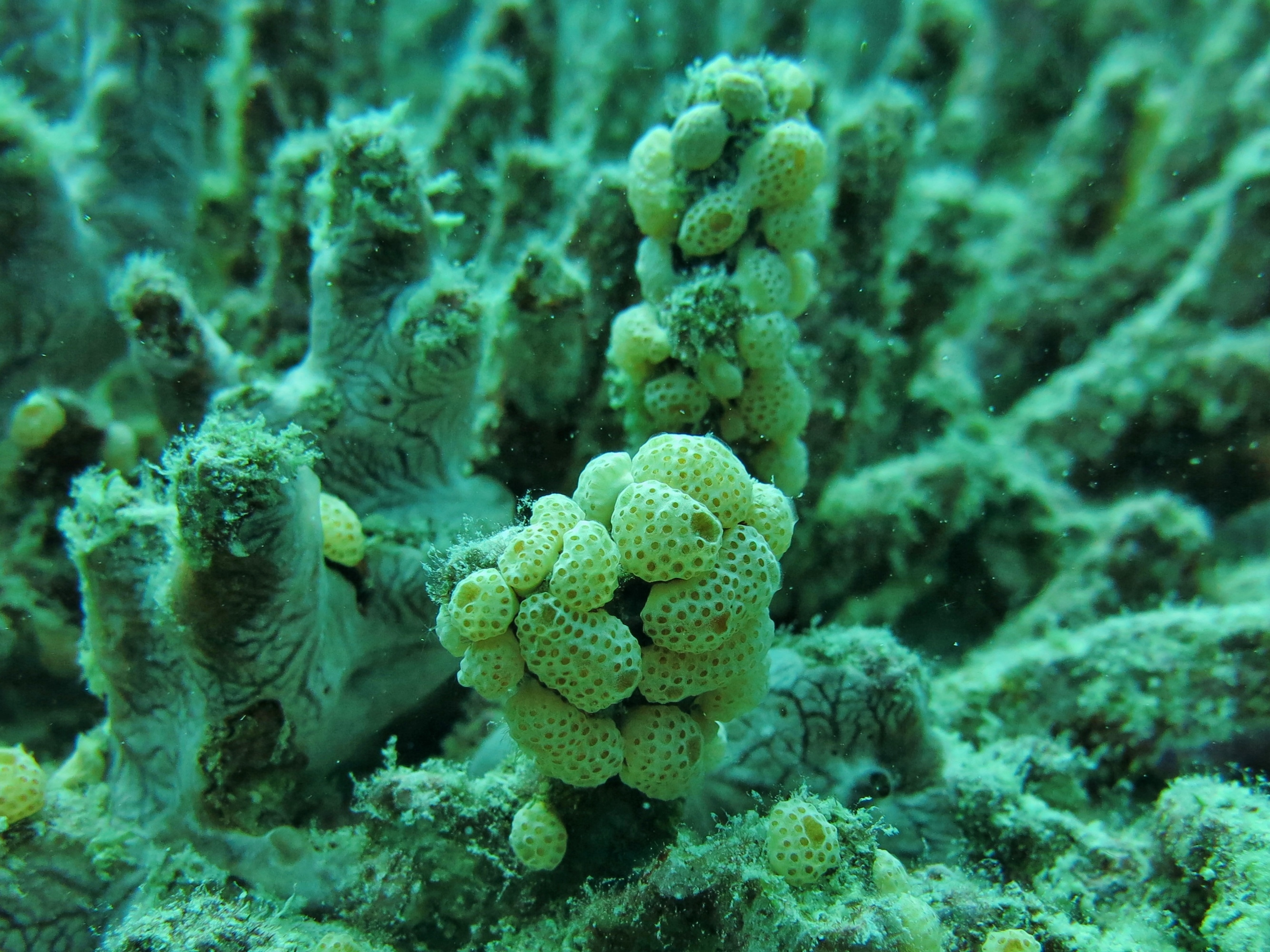
Atriolum robustum
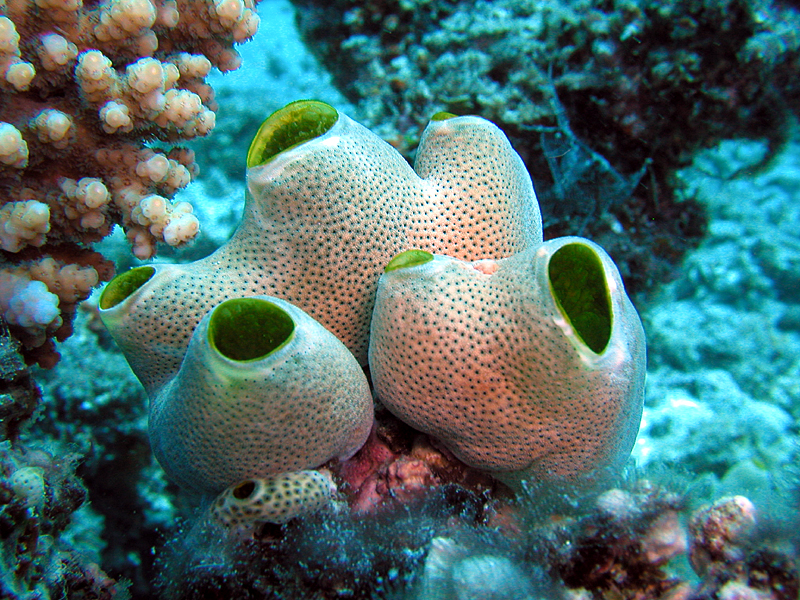
Didemnum molle
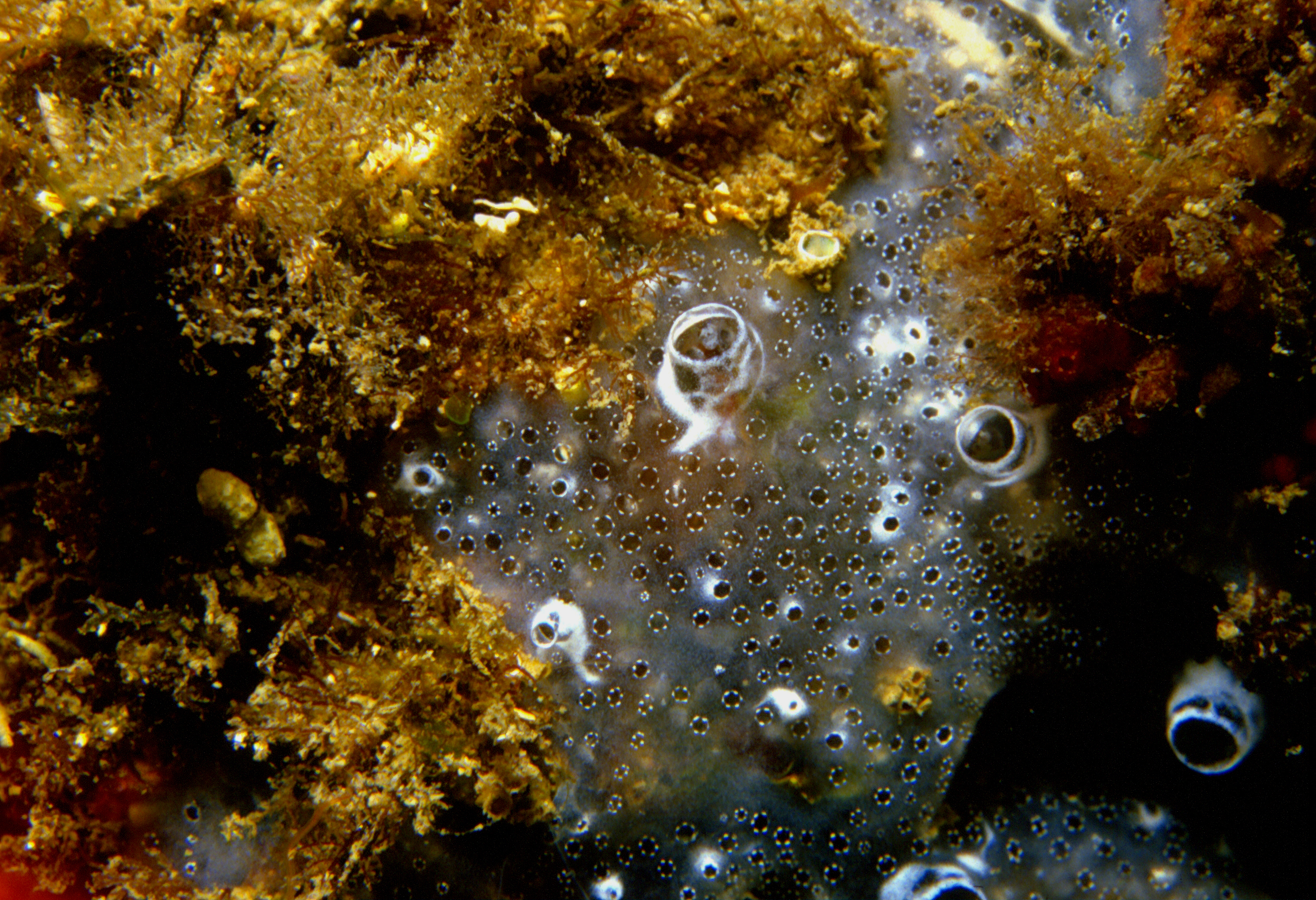
Diplosoma spongiforme
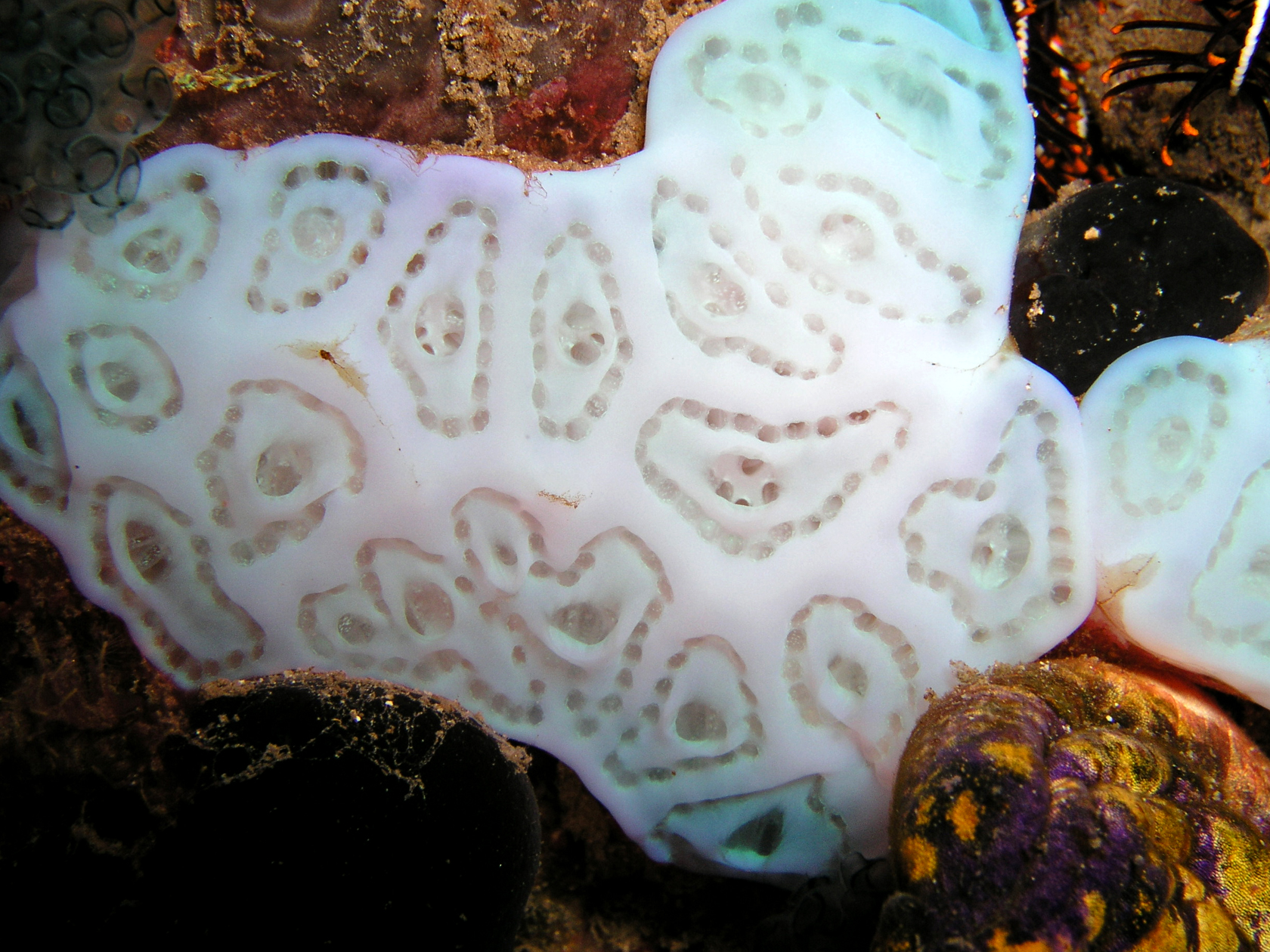
Lissoclinum patellum
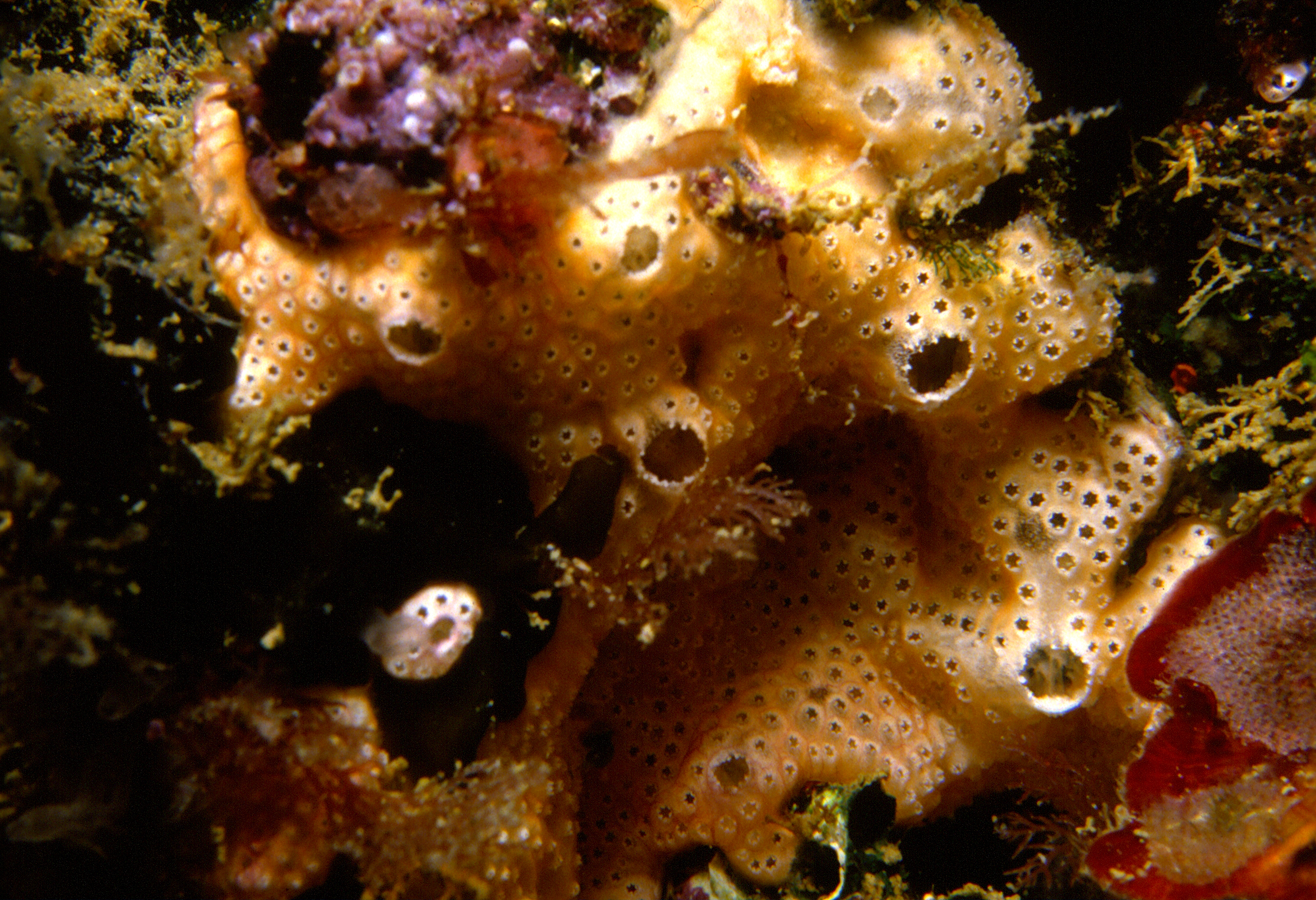
Polysyncraton bilobatum
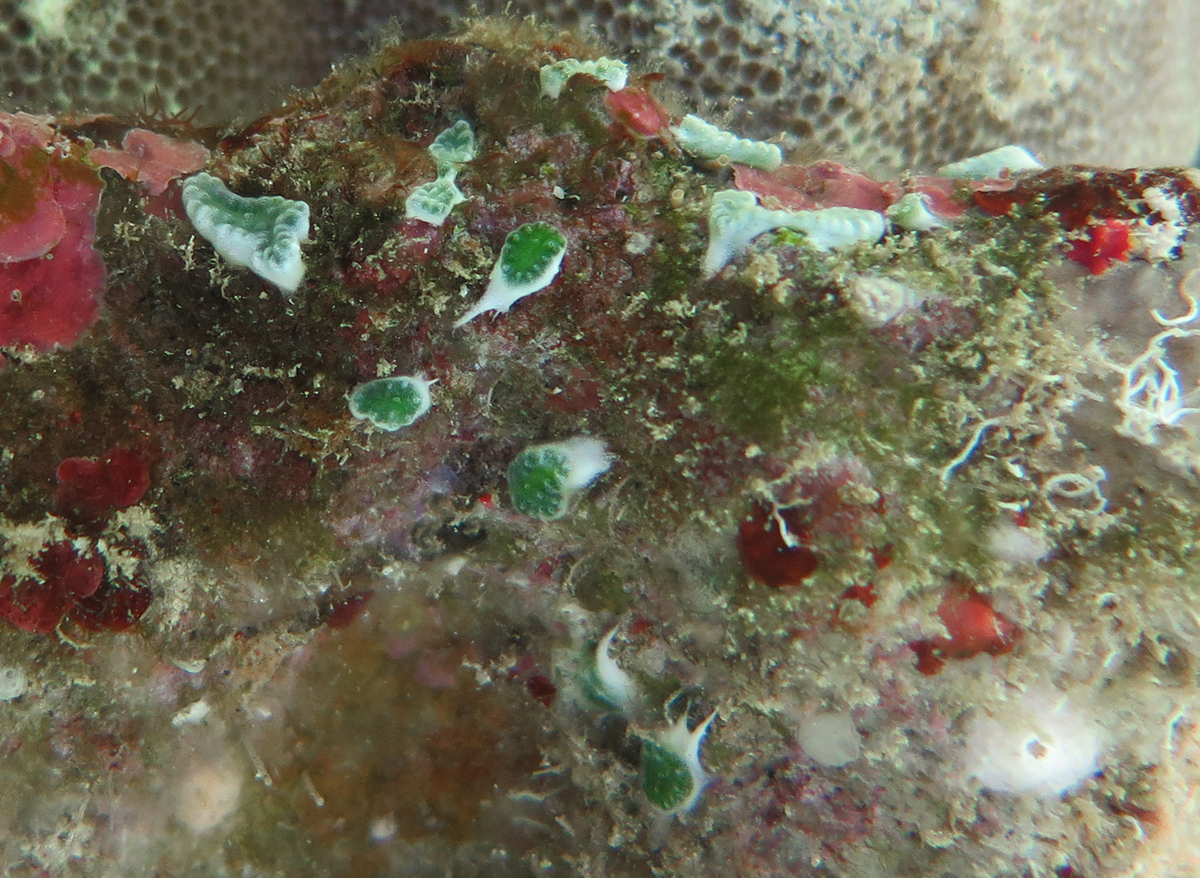
Trididemnum cyclops